# Штурмові загони

Знак СА

Штурмові загони , дослівно: Штурмове управління, СА (нім. Sturmabteilung, SA) — часто за кольором уніформи звані як «коричневосорочечники» — парамілітарні формування Націонал-соціалістичної робітничої партії Німеччини, «військо партії», націлені проти соціалістичного ладу Веймарської республіки, призначалися для силового придушення своїх противників-комуністів. Загони СА відіграли істотну роль у захопленні влади в країні.
Були утворені 1921 року і спочатку існували як «спортивне відділення» НСДАП, набиралися із залишків фрайкору та учасників невдалого путчу Каппа. Після приходу до влади НСДАП в 1933 були підпорядковані МВС та були «допоміжною поліцією». Нараховували понад 3 мільйони членів. Після ночі довгих ножів 1934 та страти верхівки СА на чолі з Ремом штурмові загони втратили значення, а членів частково інкорпоровано до Вермахту й СС, яка повністю заповнила цю політичну нішу. Після капітуляції 1945 розпущені і заборонені.

## Початок і становлення
НСДАП потребувала людей для захисту своєї справи та протидії супротивникам, тому в серпні 1921 р. відставний лейтенант-цур-зее (лейтенант флоту) Ганс Ульрих Клінцш на Гітлерове доручення сформував з числа найактивніших і фізично найміцніших членів партії «Загін оборони та пропаганди НСДАП».
Завданнями цього загону були пропаганда ідей нацизму, збір коштів до фонду партії, розповсюдження нацистської літератури, охорона зборів, мітингів, штаб-квартир партії від нападів політичних супротивників і фізична розправа з ними. У серпні 1921 р. загін дістав назву «Sturmabteilung» (штурмовий загін), скорочено — СА, більше відомий як «штурмовики», «штурмові батальйони», «буросорочники».
У листопаді 1926 р. Гітлер перебрав на себе загальне керівництво СА й проголосив себе найвищим керівником СА, запровадив посаду начальника штабу СА та призначив на цей пост Франца Фелікса Пфефера фон Саломона. Той створив струнку структуру СА з чіткою системою підпорядкування від рядового штурмовика до Гітлера.
СА не входили до складу збройних сил Німеччини, хоча деякі його підрозділи проходили військову підготовку. Члени СА зазвичай не мали вогнепальної зброї, але використовували холодну зброю та підручні засоби у вуличних сутичках, хоча вона й мала структуру армійського типу, була дуже численна, добре організована й мала систему звань, подібну до військових. У серпні 1930 року стало відомо, що Пфеффер фон Саломон використовував армійські навчальні центри для підготовки членів СА, що викликало конфлікт із Гітлером. Це сприяло його усуненню з посади начальника штабу СА.
Крім того, командир берлінських загонів СА Вальтер Штеннес організував заколот, в результаті якого штурмовики захопили штаб-квартиру партії в Берліні. Гітлер особисто прибув до Берліна та взяв ситуацію під контроль., але політичні збитки від цієї акції були значні. Саломона було усунено від керівництва СА, і 5 січня 1931 р. його місце посів Ернст Рем, який негайно перебудував СА, надав їм чіткішої воєнізованої структури, й до середини 1931 р. під його керівництвом чисельність СА сягнула  400 000 осіб, перевищивши чисельністю рейхсвер (100 000).

## Занепад
З 1931 року командувач СА — Ернст Рем. Керівництво СА робило спроби підпорядкувати собі інші військові сили Німеччини, передусім Вермахт, що спричинило гостру невдоволеність німецького генералітету, який мав історичні й соціальні корені прусської шляхти та аристократії, а також власні політичні інтереси. Це невдоволення, різні погляди на соціальні перетворення в Рейху (штурмовики вимагали від Гітлера здійснити ІІ-й етап революції — «соціальний»), а може, ще й Гітлерів острах утратити абсолютну владу, власне, і стали внутрішньою пружиною змови верхівки СС і Гітлера проти Рема й верхівки СА та призвели до так званого Путчу Рема. Після якого СА втратила свою провідну роль у Третьому Рейху на користь СС.
Під час Другої світової війни СА мали свої військові підрозділи.
Після капітуляції Третього Рейху у Другій світовій війні СА за законом №2 Контрольної ради країн антигітлеровської коаліції було розпущено та заборонено.

## Відомі діячі СА
- Ернст Рем
- Горст Вессель
- Вальтер Стеннес
- Віктор Люце